# جائزة اليابان الكبرى 1994
جائزة اليابان الكبرى 1994 هو سباق فورمولا 1 أقيم بتاريخ 6 نوفمبر 1994 في ميه، اليابان. كان الخامس عشر من أصل 16 في بطولة العالم لسباقات الفورمولا واحد موسم 1994. حلّ البريطاني دايمون هيل أولا بينما جاء الألماني مايكل شوماخر في المركز الثاني وحصل على المركز الثالث الفرنسي جان إليزي.